# Punggursugih
Punggursugih is een bestuurslaag in het regentschap Blora van de provincie Midden-Java, Indonesië. Punggursugih telt 1519 inwoners (volkstelling 2010).